# Эскобар, Хосен
Хосен Давид Эскобар дель Дука (исп. Josen David Escobar del Duca; родился 12 декабря 2004, Санта-Марта) — колумбийский футболист, полузащитник клуба «Америка». С января по июнь 2025 года выступает на правах аренды за саудовский клуб «Аль-Иттифак».

## Клубная карьера
Уроженец Санта-Марты, Эскобар является воспитанником клуба «Америка» из Кали. 30 августа 2023 года дебютировал в основном составе «Америки» в матче Примеры A против «Унион Магдалена». 6 марта 2024 года дебютировал в Южноамериканском кубке в матче против клуба «Альянса».

## Карьера в сборной
В 2024 году дебютировал за сборную Колумбии до 23 лет.